# Vieux (Tarn)
Vieux  (okzitanisch Viuç) ist eine südfranzösische Gemeinde mit 230 Einwohnern (Stand 1. Januar 2022) im Département Tarn in der Region Okzitanien. Sie gehört zum Arrondissement Albi und ist Mitglied im Gemeindeverband Gaillac Graulhet Agglomération. Die Bewohner werden Vieuxois und Vieuxoises genannt.

## Geografie
Vieux liegt in der Région naturelle Gaillacois im Tal der Vère etwa 30 Kilometer (Fahrtstrecke) nordwestlich von Albi bzw. 15 Kilometer nördlich des Weinortes Gaillac. Die ehemalige Bastide Castelnau-de-Montmiral ist nur etwa acht Kilometer in südwestlicher Richtung entfernt. Das Gebiet der Gemeinde wird neben der Vère vom Ruisseau de Marines und zwei weiteren Wasserläufen entwässert.
Umgeben wird Vieux von den sechs Nachbargemeinden:
| Campagnac      | Alos                                        |                  |
| Saint-Beauzile | Kompassrose, die auf Nachbargemeinden zeigt | Andillac         |
| Le Verdier     |                                             | Cahuzac-sur-Vère |

## Bevölkerungsentwicklung
| Jahr      | 1962 | 1968 | 1975 | 1982 | 1990 | 1999 | 2006 | 2018 |
| Einwohner | 246  | 247  | 206  | 209  | 195  | 155  | 169  | 225  |

Im 19. Jahrhundert hatte der Ort stets zwischen 320 und 500 Einwohner. Die Reblauskrise im Weinbau und die Mechanisierung der Landwirtschaft führten zu einem Verlust von Arbeitsplätzen und infolgedessen zu einem beständigen Rückgang der Bevölkerung.

## Wirtschaft
Die Gemeinde lebt heute in erster Linie von der Land- und Forstwirtschaft sowie vom Handwerk und vom Kleingewerbe. Seit den 1960er Jahren spielt auch der Tourismus in Form der Vermietung von Ferienwohnungen eine Rolle.

## Geschichte
Bereits in der Jungsteinzeit war die Gegend offensichtlich besiedelt, denn mitten auf einem Acker in der Umgebung steht noch ein Menhir. In einer Urkunde des 10. Jahrhunderts wird ein 'Abt von Saint-Eugène' mit Namen Adalard erwähnt – die Existenz des Ortes scheint folglich mit einem längst untergegangenen Kloster in Zusammenhang zu stehen. Hier wurden die Reliquien mehrerer regional verehrter Märtyrer verehrt, die jedoch im Jahre 1494 im Rahmen einer Reliquientranslation von Vieux zur Kathedrale von Albi übergeführt wurden.

## Sehenswürdigkeiten

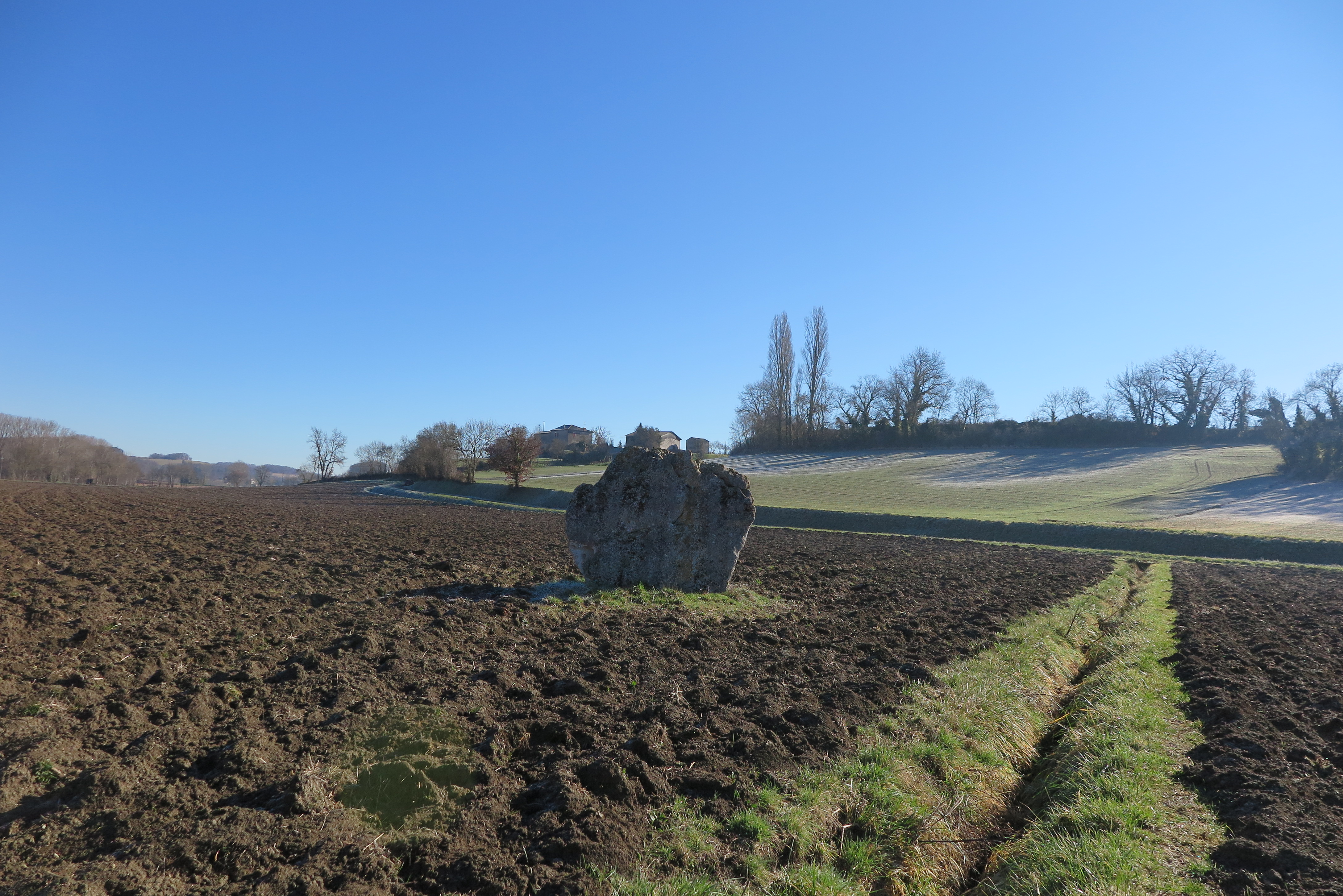
Menhir

- Die im 14. Jahrhundert erbaute Pfarrkirche (Église Saint-Eugène) beeindruckt durch ihren unten quadratischen, oben jedoch oktogonalen Westturm; die Arkaden der beiden Obergeschosse sind gegeneinander versetzt. Das Innere des sechs-jochigen Kirchenschiffs (Breite: ca. zehn Meter / Höhe: ca. zwölf Meter) ist gewölbt und verfügt über seitliche Kapellenanbauten. Das Kirchenbauwerk ist bereits seit 1906 als Monument historique[2] klassifiziert.
- Etwa 600 Meter südwestlich steht mitten auf einem Feld ein etwa drei Meter hoher Menhir (peyra lébada) aus der Zeit der Megalithkulturen. Sein Alter dürfte bei etwa 6000 Jahren liegen. Auch er ist seit 1977 als Monument historique[3] klassifiziert.